# ذا بارك (لعبة فيديو 2015)
ذا بارك (بالإنجليزية: The Park)‏ ، هي لعبة فيديو إلكترونية من نوع رعب نفسي ومغامرات، ويلعب بتصويب منظور الشخص الأول، أنتجت سنة 2015م من قبل شركة فونكوم النرويجية، وصدرت على أنظمة الأجهزة المنزلية سنة 2016م.

## قصة
تبدأ قصة اللعبة عن الأم التي تبحث عن إبنها داخل الملاهي حينما تتحول نهارها فجأة إلى ليل مظلم، وتهدف بالبحث عن ولدها وتواجه الكابوس من قبل لعنة تطاردها.